# Sandra Martín
Sandra Martín (Madrid, 10 de gener de 1994) és una actriu espanyola de cinema i televisió, més coneguda per interpretar el paper de Mónica a La gran familia española.

## Carrera
Va començar a estudiar interpretació amb 15 anys en una escola d'actors de Madrid, Arte4. En 2013 va debutar al cinema amb La gran familia española dirigida per Daniel Sánchez Arévalo on va interpretar a Mónica, un dels personatges protagonistes de la pel·lícula. En 2013 va participar en vuit capítols d' El secreto de Puente Viejo. També ha realitzat alguna participació en curtmetratges i en un videoclip musical. Actualment interpreta el paper de Paty Fernández en la sèrie Servir y Proteger de RTVE.

## Filmografia

### Televisió
| Sèries de televisió | Sèries de televisió        | Sèries de televisió       | Sèries de televisió | Sèries de televisió |
| Any                 | Títol                      | Paper                     | Cadena              | Notes               |
| ------------------- | -------------------------- | ------------------------- | ------------------- | ------------------- |
| 2013                | El secreto de Puente Viejo | Nieves Álvarez Cienfuegos | Antena 3            | 9 capítols          |
| 2014                | Vive cantando              | Noia hippie               | Antena 3            | 1 capítol           |
| 2017 - presente     | Servir y proteger          | Patricia "Paty" Fernández | La 1                | ¿? capítols         |

### Cinema
| Cinema | Cinema                   | Cinema             | Cinema   | Cinema          |
| Any    | Títol                    | Paper              | Tipus    | Notes           |
| ------ | ------------------------ | ------------------ | -------- | --------------- |
| 2013   | La gran familia española | Mónica Diego López | Película | Papel principal |

### Curtmetratge
| Cinema | Cinema            | Cinema   |
| Any    | Títol             | Paper    |
| ------ | ----------------- | -------- |
| 2015   | Milkshake         | Carolina |
| 2015   | Admirador secreto |          |
| 2016   | Medianoche        | Claudia  |
| 2016   | Underdogs         | Marina   |
| 2017   | Vergüenza         | Sara     |

### Teatre
| Obres de teatre | Obres de teatre | Obres de teatre | Obres de teatre | Obres de teatre |
| Any             | Títol           | Paper           | Tipus           | Notes           |
| --------------- | --------------- | --------------- | --------------- | --------------- |
| 2013 - 2014     | Hormigueo       |                 | Obra de teatre  | Paper principal |